# تشامبلين
تشامبلين هي مدينة في مقاطعة هينيبين، في ولاية مينيسوتا، في الولايات المتحدة الأمريكية. ويبلغ عدد سكانها 22193 في تعداد عام 2000. سميت بالمرة الأولى تشيباكويبا، وهو ما يعني «أرض الشعب بيتنير». طريق الولايات المتحدة رقم 169 هو الطريق الرئيسي في المدينة.

## التركيبة السكانية
حدّد مكتب تعداد الولايات المتحدة بيانات التركيبة السكانية لتشامبلين في تعداد الولايات المتحدة. في ما يلي، التركيبة السكانية حسب تعدادي 2000 و2010.

### تعداد عام 2000
بلغ عدد سكان تشامبلين 22,193 نسمة بحسب تعداد عام 2000، وبلغ عدد الأسر 7,425 أسرة وعدد العائلات 5,923 عائلة مقيمة في المدينة. في حين سجلت الكثافة السكانية 984.2 نسمة لكل كيلومتر مربع (2,549.1/ميل2). وبلغ عدد الوحدات السكنية 7,514 وحدة بمتوسط كثافة قدره 333.2 لكل كيلومتر مربع (863.0/ميل2).
وتوزع التركيب العرقي للمدينة بنسبة 95.01% من البيض و1.41% من الأمريكيين الأفارقة و0.43% من الأمريكيين الأصليين و1.65% من الأمريكيين ذوي الأصول الآسيوية و0.02% من سكان جزر المحيط الهادئ و0.37% من الأعراق الأخرى و1.10% من عرقين مختلطين أو أكثر و1.13% من الهسبانيون أو اللاتينيون من أي عرق.
بلغ عدد الأسر 7,425 أسرة كانت نسبة 52.2% منها لديها أطفال تحت سن الثامنة عشر تعيش معهم، وبلغت نسبة الأزواج القاطنين مع بعضهم البعض 67.4% من أصل المجموع الكلي للأسر، ونسبة 8.6% من الأسر كان لديها معيلات من الإناث دون وجود شريك،  بينما كانت نسبة 3.8% من الأسر لديها معيلون من الذكور دون وجود شريكة وكانت نسبة 20.2% من غير العائلات. تألفت نسبة 14.9% من أصل جميع الأسر من عدة أفراد يعيشون في نفس المنزل ونسبة 2.6% كانت تتألف من شخص يعيش بمفرده يبلغ من العمر 65 عاماً أو أكثر. وبلغ متوسط حجم الأسرة المعيشية 2.99، أما متوسط حجم العائلات فبلغ 3.35.
بلغ العمر الوسطي للسكان 32.0 عاماً. وكانت نسبة 33.6% من القاطنين تحت سن الثامنة عشر، وكانت نسبة 7% بين الثامنة عشر والرابعة والعشرين عاماً، ونسبة 38.3% كانت واقعةً في الفئة العمرية ما بين الخامسة والعشرين والرابعة والأربعين عاماً، ونسبة 17.4% كانت ما بين الخامسة والأربعين والرابعة والستين، ونسبة 3.7% كانت ضمن فئة الخامسة والستين عاماً فما فوق. يوجد لكل 100 أنثى 101.5 ذكر، ويوجد لكل 100 أنثى في الثامنة عشر من عمرها فما فوق 99.5 ذكر.
بلغ متوسط دخل الأسرة في المدينة 65,831 دولارًا، أما متوسط دخل العائلة فبلغ 68,890 دولارًا. وكان متوسط دخل الذكور 45,390 دولارًا مقابل 32,277 دولارًا للإناث. وسجل دخل الفرد الخاص بالمدينة 24,041 دولارًا. وكانت نسبة 2.3% من العائلات ونسبة 2.5% من السكان تحت خط الفقر، وكان من هؤلاء نسبة 3.6% تحت سن الثامنة عشر ونسبة 0.8% في الخامسة والستين من العمر وما فوق.

### تعداد عام 2010
بلغ عدد سكان تشامبلين 23,089 نسمة بحسب تعداد عام 2010، وبلغ عدد الأسر 8,328 أسرة وعدد العائلات 6,305 عائلة مقيمة في المدينة. في حين سجلت الكثافة السكانية 1,023.9 نسمة لكل كيلومتر مربع (2,651.9/ميل2). وبلغ عدد الوحدات السكنية 8,598 وحدة بمتوسط كثافة قدره 381.3 لكل كيلومتر مربع (987.6/ميل2).
وتوزع التركيب العرقي للمدينة بنسبة 89.01% من البيض و4.80% من الأمريكيين الأفارقة و0.39% من الأمريكيين الأصليين و3.09% من الأمريكيين ذوي الأصول الآسيوية و0.03% من سكان جزر المحيط الهادئ و0.49% من الأعراق الأخرى و2.19% من عرقين مختلطين أو أكثر و2.04% من الهسبانيون أو اللاتينيون من أي عرق.
بلغ عدد الأسر 8,328 أسرة كانت نسبة 40.5% منها لديها أطفال تحت سن الثامنة عشر تعيش معهم، وبلغت نسبة الأزواج القاطنين مع بعضهم البعض 61.4% من أصل المجموع الكلي للأسر، ونسبة 9.6% من الأسر كان لديها معيلات من الإناث دون وجود شريك،  بينما كانت نسبة 4.7% من الأسر لديها معيلون من الذكور دون وجود شريكة وكانت نسبة 24.3% من غير العائلات. تألفت نسبة 18.8% من أصل جميع الأسر من عدة أفراد يعيشون في نفس المنزل ونسبة 5.7% كانت تتألف من شخص يعيش بمفرده يبلغ من العمر 65 عاماً أو أكثر. وبلغ متوسط حجم الأسرة المعيشية 2.77، أما متوسط حجم العائلات فبلغ 3.18.
بلغ العمر الوسطي للسكان 36.8 عاماً. وكانت نسبة 26.9% من القاطنين تحت سن الثامنة عشر، وكانت نسبة 8.6% بين الثامنة عشر والرابعة والعشرين عاماً، ونسبة 27.1% كانت واقعةً في الفئة العمرية ما بين الخامسة والعشرين والرابعة والأربعين عاماً، ونسبة 30.6% كانت ما بين الخامسة والأربعين والرابعة والستين، ونسبة 6.7% كانت ضمن فئة الخامسة والستين عاماً فما فوق. وتوزع التركيب الجنسي للسكان بنسبة 50.2% ذكور و49.8% إناث.

## أعلام
- كيرتس آكسل